# BK Tobol Qostanai
Der BK Tobol Qostanai (russisch Баскетбольный клуб Тобол Костанай) ist ein kasachischer Basketballverein aus Qostanai. Er spielt in der kasachischen National League.
Der Verein wurde 1992 gegründet. In der Saison 2009/2010 belegte der BK Tobol Qostanai in der National League unter fünf Basketballvereinen den zweiten Platz.